# Arsago Seprio
Arsago Seprio es un municipio italiano de la provincia de Varese, región de Lombardía, con 4.785 habitantes.

## Evolución demográfica
| Gráfica de evolución demográfica de Arsago Seprio entre 1861 y 2001 |
|                                                                     |
| Fuente ISTAT - elaboración gráfica de Wikipedia                     |